# BOM&HI
BOM&HI는 2NE1의 멤버 박봄과 이하이로 이루어진 유닛 그룹이다. 2013년 싱글 All I Want For Christmas Is You를 발매했다.

## 구성원
- 박봄 - 2NE1
- 이하이

## 음반 목록
싱글
- 2013: All I Want For Christmas Is You